# 鳥取大學前車站
鳥取大學前車站（日语：／ Tottori-daigaku-mae eki */?），當地經常將站名簡稱為鳥大前，是一由西日本旅客鐵道（JR西日本）所經營的鐵路車站，位於日本鳥取縣鳥取市湖山町，是JR西日本山陰本線的沿線車站之一，屬於中國統括本部所管轄的範圍。
鳥取大學前是山陰本線上的快速列車「鳥取快車」（とっとりライナー）的停靠車站之一（僅有深夜少數班次不停）。

## 車站結構
米子方向右側，對應5節編組的側式月台1面1線的地面車站（停留所）。

## 相鄰車站
※特急「超級隱岐」「超級松風」、快速「鳥取Liner」相鄰停車站參見列車條目。
西日本旅客鐵道
 山陰本線
湖山－鳥取大學前－末恒